# Bernd Bönte

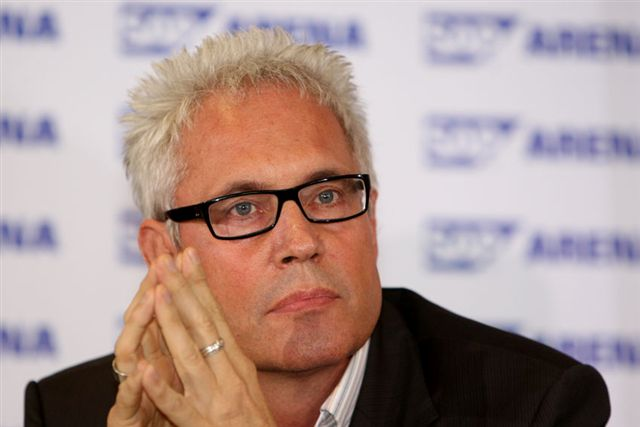
Bernd Bönte, 2008

Bernhard Fritz Peter Bönte (* 13. Dezember 1955) ist ein deutscher Sportjournalist und Sportmanager.

## Leben und Karriere
Bönte studierte an der Freien Universität Berlin und der Ludwig-Maximilians-Universität München, wo er ein Politik-, Geschichts- und Germanistikstudium mit dem akademischen Grad Magister abschloss.
Seine erste berufliche Station war der Bayerische Rundfunk, bei dem er zunächst als Praktikant, dann als Hospitant und später als freier Mitarbeiter tätig war. Redakteursstellen bei der Abendzeitung München, Eureka TV/Pro 7 und Tele 5 folgte ab 1990 seine Zeit bei Sat.1. Hier wurde er in den Bereichen Fußball, Eishockey, Golf, Boxen und Tennis als Kommentator und Moderator eingesetzt. In diesen Sportarten war er auch für seinen anschließenden Arbeitgeber, den Bezahlsender Premiere, tätig, zu dem er 1993 wechselte.
Von 2000 bis 2006 fungierte Bönte als Manager der Klitschko-Brüder. Ab 2007 leitete er als Geschäftsführer und Mitinhaber die Klitschko Management Group GmbH, die unter anderem die Boxveranstaltungen von Vitali und Wladimir Klitschko plante und durchführte, die weltweiten Fernsehverträge verhandelte und die Gesamtvermarktung der Brüder Klitschko verantwortete.
Bönte wurde 2008 von der US-Boxzeitschrift „The Ring“ zum Manager des Jahres 2008 gewählt, im Jahr 2011 landete er auf dem zweiten Rang. Des Weiteren wurde Bönte von einer Jury der Fachzeitschrift Horizont zum Sportmanager des Jahres 2011 gewählt. 2017 wurde er mit dem German Boxing Award als bester Manager ausgezeichnet. Seit November 2018 arbeitet Bönte auch als Manager des Box-Jugendolympiasiegers Peter Kadiru, der im März 2019 seinen ersten Profikampf bestritt.
Von Juli 2014 bis Februar 2018 war Bönte Mitglied des Aufsichtsrats der HSV Fußball AG. Mit dem Unternehmen „B&M Sport Management GmbH“, das er zusammen mit Christian und Raiko Morales gründete, beriet er Sportler, darunter Boxprofi Kadiru. Im August 2019 nahm Bönte mit dem Anwalt Heiko Hofstätter sowie dem Unternehmer Jochen Rieger die Arbeit im neugegründeten Sportlerberatungsunternehmen PYX Global Sports GmbH auf. Zu den ersten Sportlern, die PYX unter Vertrag nahm, gehörten neben anderen Christina Hammer, Albon Pervizaj und Leon Bauer.
Im Oktober 2022 wurde Bönte Berater des neugegründeten Boxstalls P2M, als Manager betreut er neben Kadiru auch Viktor Jurk.  Des Weiteren ist er bei Übertragungen von Boxkämpfen auf DAZN als Kommentator tätig.